# Brygada Kryzys
Brygada Kryzys – polski zespół muzyczny, założony w 1981 roku. Wykonuje muzykę rockową z pogranicza punka i nowej fali.

## Historia

### 1981–1982
Zespół został utworzony w lipcu 1981 w Warszawie przez: gitarzystę/wokalistę Roberta Brylewskiego (ex-Kryzys) oraz wokalistę i gitarzystę Tomasza Lipińskiego (ex-Tilt). Skład uzupełniali: basista Ireneusz Wereński (ex-Kryzys), perkusista Sławek Słociński, saksofonista Tomasz Świtalski (ex-Kryzys) oraz grający na instrumentach perkusyjnych Jarosław Ptasiński.
Pierwszy większy publiczny występ zespołu miał mieć miejsce w sierpniu 1981 r. na I Przeglądzie Piosenki Prawdziwej w gdańskiej Hali Olivia, lecz nie doszło do niego w wyniku konfliktu z organizatorami. Muzycy ostatecznie pokazali się szerszej publiczności jesienią tego samego roku w warszawskim klubie „Riviera-Remont” występując razem z toruńskim zespołem Republika. Koncert Brygady Kryzys został zarejestrowany i wydany (bez zgody członków zespołu) na początku 1982 w formie LP pt. Brygada Kryzys w Wielkiej Brytanii przez wytwórnię Fresh Records UK. W tym czasie zespół zagrał trasę koncertową po Polsce u boku brytyjskiej grupy TV 21. W listopadzie muzycy udali się do Jugosławii na koncerty (dwa występy w Belgradzie). Dostali również od wytwórni Jugoton propozycję nagrania płyty – planów jednak nie zrealizowano z powodu wprowadzenia w Polsce stanu wojennego, który uniemożliwił muzykom ponowny wyjazd do Jugosławii. Stan wojenny przekreślił także plany koncertów na następny rok w Holandii. W tym okresie muzycy dostali propozycję występów od Rock Estrady (organizatora dużych koncertów) – jednak podstawowym warunkiem współpracy miała być skrócona nazwa zespołu z Brygada Kryzys na Brygada K., na co Lipiński z Brylewskim nie przystali. Odmowa pójścia na kompromis uniemożliwiła im granie dalszych koncertów.
Na początku 1982 członkowie Brygady Kryzys zostali wybrani do przetestowania możliwości nowo otwartego studia Tonpressu na warszawskim Wawrzyszewie. W tym czasie Słocińskiego na perkusji zastąpił Janusz Rołt. Podczas sesji testowych (luty/marzec) pod okiem realizatora Józefa B. Nowakowskiego (Kuby Nowakowskiego) nagrano kilkanaście utworów. Dziewięć z nich ukazało się na albumie Brygada Kryzys (zwanym również od koloru okładki „Czarną Brygadą”).
We wrześniu Brygada Kryzys zagrała swoje ostatnie koncerty. Brylewski i Lipiński rozwiązali zespół z powodu braków dalszych perspektyw działalności.
Po zakończeniu działalności Brygady Kryzys Lipiński, Brylewski, Ptasiński razem z Pawłem „Kelnerem” Rozwadowskim utworzyli zespół Aurora (niemający nic wspólnego z późniejszym zespołem rzeszowskim o tej samej nazwie), który wkrótce po odejściu Lipińskiego (reaktywował Tilt) przekształcił się w zespół Izrael.

### 1991–1994
W 1991 doszło do reaktywacji zespołu w składzie: Brylewski, Lipiński, Wereński, perkusista Piotr „Stopa” Żyżelewicz, wokalistka Vivian Quarcoo oraz saksofoniści Włodzimierz Kiniorski i Aleksander Korecki. Latem wzięli udział w festiwalu jarocińskim, natomiast jesienią w katowickich „Odjazdach”. W tym okresie muzycy rozpoczęli sesję nagraniową na kolejny album Cosmopolis, który ukazał się w 1992. Kilka utworów z tej płyty stanowiły kompozycje, które ze względów cenzuralnych nie mogły zostać opublikowane we wcześniejszych latach działalności zespołu (np. „To co czujesz”, „Wojna”, „Too Much”). Od końca 1992 aktywność zespołu zaczęła maleć. 13 grudnia (rocznica wprowadzenia stanu wojennego) w latach 1992–1994 (w warszawskim klubie „Remont”) zespół grał koncerty pt. „Stanik” – jeden z nich (z 13 grudnia 1993) został nagrany i wydany w 1996 na kasecie Live in Remont ’93. Po „Staniku '94” zespół zawiesił działalność.

### 2003–2018
Wiosną 2003 Brygada Kryzys po raz kolejny została reaktywowana. Brylewskiemu i Lipińskiemu tym razem towarzyszyli zupełnie nowi muzycy: Tomasz „Kvajah” Szymborski (gitara basowa), Filip Gałązka (perkusja) i Sergiusz Lisecki (saksofon). Zespół zagrał koncerty (głównie klubowe) na terenie całej Polski, a także w londyńskim klubie „Garage” (grudzień). W 2003 roku zespół planował wydać singel oraz album studyjny (zatytułowany Eurocrisis), jednak z niewiadomych przyczyn zarówno singel, jak i album nie ukazały się. W tym samym roku zespół pojawił się w talk-show „Kuba Wojewódzki”.
W 2005 doszło do kolejnej zmiany personalnej w zespole – na miejsce Liseckiego powrócili Korecki i Kiniorski.
21 listopada 2012 roku, w 30. rocznicę wydania albumu Brygada Kryzys, zespół zagrał koncert w Studio Koncertowym Polskiego Radia im. Agnieszki Osieckiej, który został na żywo wyemitowany na antenie Programu III Polskiego Radia. Materiał z tego wydarzenia muzycznego został wydany na płycie Koncerty w Trójce vol. 4 – Brygada Kryzys XXX Live[4].
Robert Brylewski zmarł 3 czerwca 2018 roku (por. Robert Brylewski#Śmierć).

## Muzycy
- Tomek Lipiński – wokal, gitara (1981–1982; 1991–1994; od 2003)
- Robert Brylewski – gitara, wokal (1981–1982; 1991–1994; 2003–2018)
- Ireneusz Wereński – gitara basowa (1981–1982; 1991–1994)
- Sławek Słociński – perkusja (1981)
- Jarosław Ptasiński – conga (1981–1982)
- Tomasz Świtalski – saksofon (1981–1982)
- Janusz Rołt – perkusja (1982)
- Tomasz „Rastek” Szczeciński – gitara basowa (1982)[5]
- Aleksander Korecki – saksofon (1991–1994; od 2005)
- Włodzimierz Kiniorski – saksofon (1991–1994; od 2005)
- Piotr Żyżelewicz – perkusja (1991–1994)
- Vivian Quarcoo – wokal (1991–1994)
- Grzegorz Rytka – saksofon (1993)
- Filip Gałązka – perkusja (od 2003)
- Dominik Gałązka – saksofon[6]
- Sergiusz Lisecki – saksofon, instrumenty klawiszowe (2003–2005)
- Jerzy Słomiński – konga (na płycie Live z 1999 r.)
- Tomasz Kvajah Szymborski – gitara basowa (od 2003)

## Dyskografia

### Albumy studyjne
- Brygada Kryzys (1982) – tzw. „Czarna Brygada”
- Cosmopolis (1992)

### Albumy koncertowe
- Brygada Kryzys (1982) – koncert wydany w Wielkiej Brytanii
- Jarocin '93 (1993) – bootleg z zapisem koncertu z Jarocina 1993
- Live in Remont ’93 (1996)
- Live (1999) – reedycja koncertu wydanego na LP wzbogacona o 5 dodatkowych nagrań z tego okresu.
- Koncerty w Trójce vol. 4 – Brygada Kryzys XXX Live – koncert z 21 listopada 2012 w trzydziestą rocznicę wydania „czarnej płyty”[4].

### Single
- Centrala / The Real One (1982)